# 사이언스 올제
《사이언스 올제》(Science Ollze)는 대한민국에서 발행되는 대중 과학 잡지였다.
이 잡지는 《사이언티픽 아메리칸》의 한국어 번역판이었다. 같은 달의 사이언티픽 아메리칸 주요 기사와 과학계 소식은 모두 번역되어 나오고, 일부 기사는 영어 그대로 실었다. 출간 초기에는 미국에서 발행된 잡지의 번역 기사만을 다루었으나 이후에는 자체적으로 기획한 기사를 싣기도 했다. 2008년 9월호를 끝으로 폐간하였다.